# Nordring-Kaserne

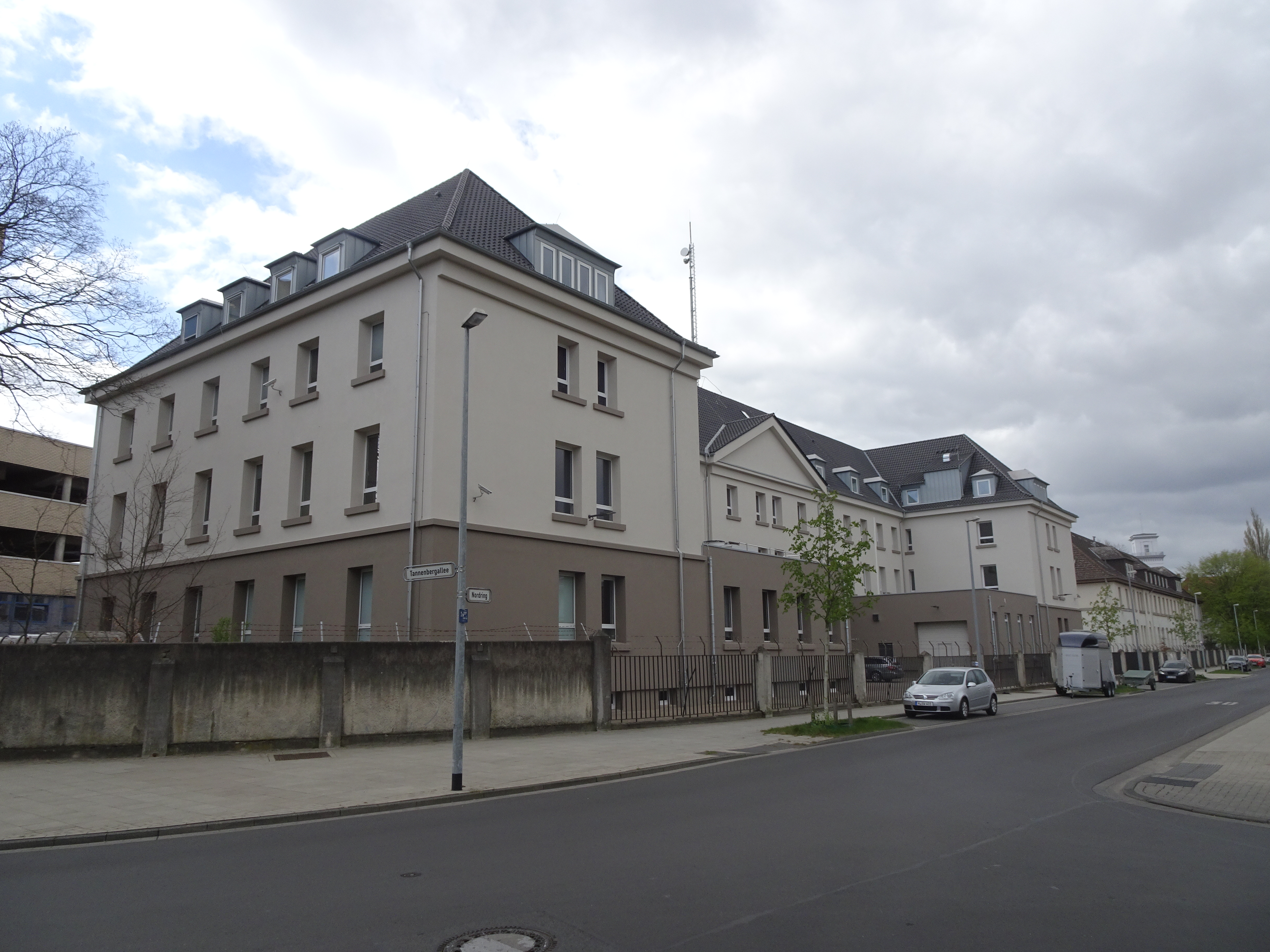
Gebäude der Nordring-Kaserne

Die sogenannte Nordring-Kaserne, auch Nordringkaserne, in Hannover ist ein Anfang des 20. Jahrhunderts für militärische Zwecke errichtetes Bauensemble. Gemeinsam mit dem Welfenplatz dokumentiert die Gebäudegruppe die historische Bedeutung der heutigen niedersächsischen Landeshauptstadt als Garnisonstadt. Standort der in Teilen denkmalgeschützten Kasernenanlage am Nordring des Stadtteils List ist die Möckernstraße 30. Die Adresse bezeichnet heute zugleich unter anderem den Sitz der Bundespolizeidirektion Hannover sowie des Aus- und Fortbildungszentrums der Wasserstraßen- und Schifffahrtsverwaltung des Bundes.

## Geschichte und Beschreibung

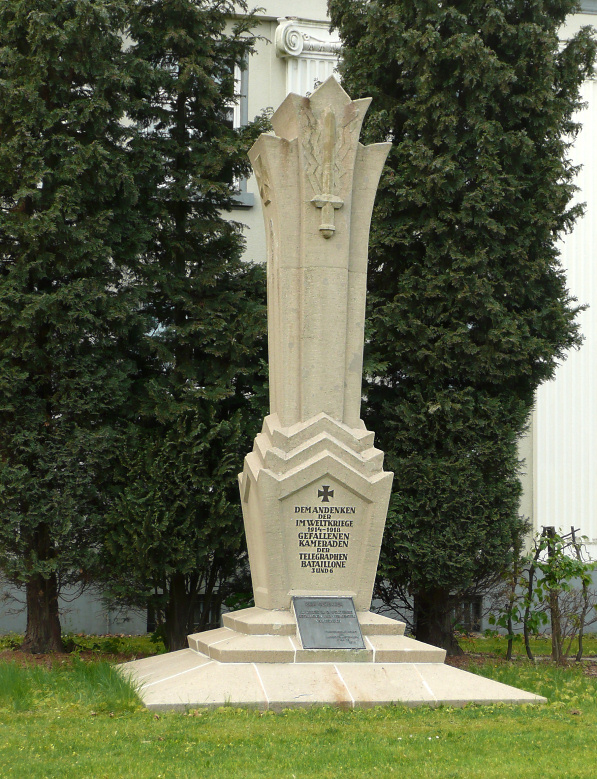
Ehrenmal für die Gefallenen der Telegrafenbataillone 3 und 6

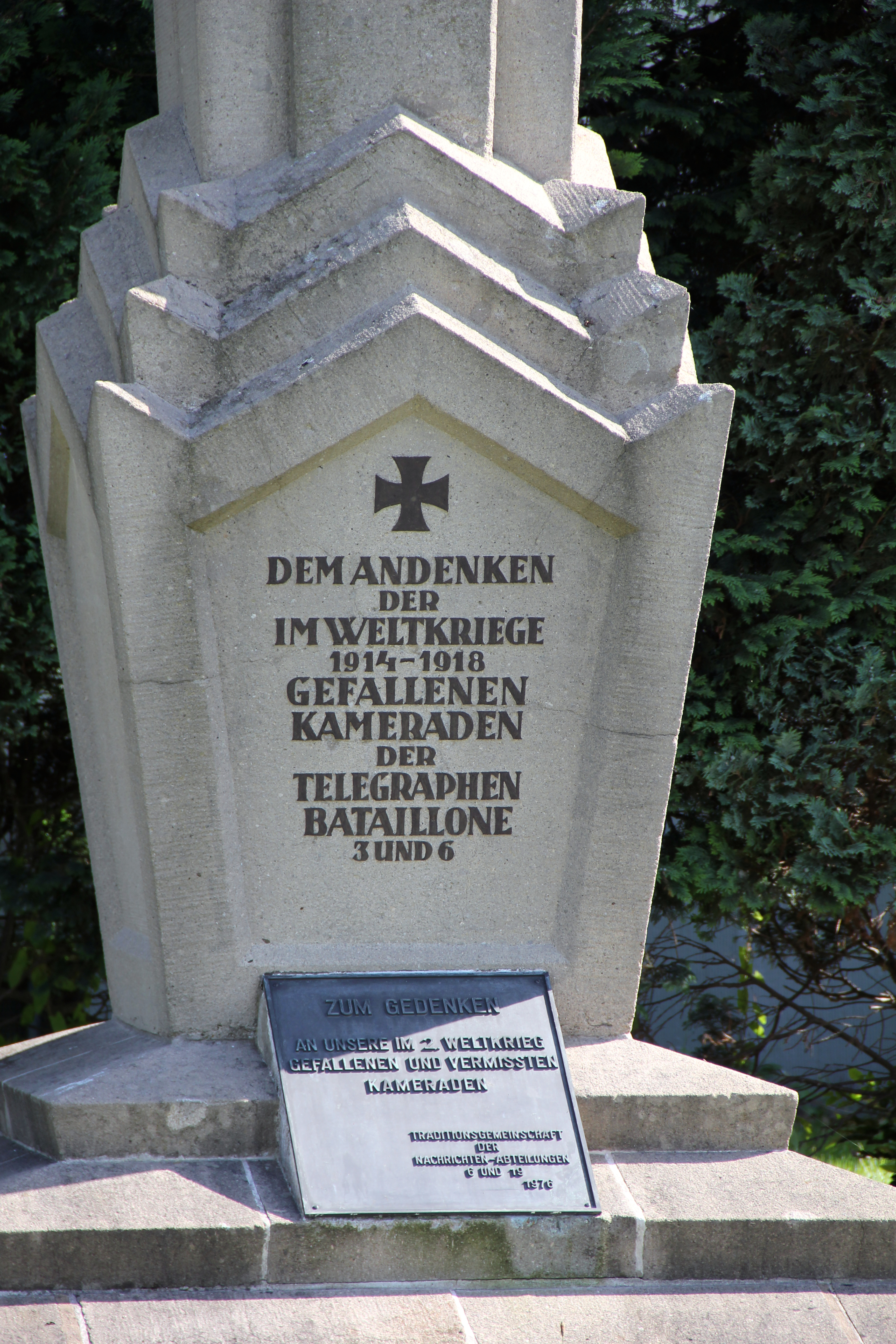
Inschriften mit der Tafel der „Traditionsgemeinschaften der Nachrichten-Abteilungen 6 und 19“

Ähnlich wie andere Militärbauten des Deutschen Kaiserreichs wurde auch die Nordringkaserne seinerzeit außerhalb der expandierenden Baugebiete am Rande des besiedelten Stadtgebietes errichtet: Die im Norden der List, am Nordring, in den Jahren 1906 bis 1908 errichtete Militäranlage vergrößerte die seit den Befreiungskriegen ausgebaute „Garnison Hannover“. Für die preußischen Telegraphenbataillone 3 und 6 entstanden zunächst mehrere Gebäude mit Nebengebäuden, die sich symmetrisch um einen Hof gruppieren. Über dem Nordtrakt setzt ein schwerer, möglicherweise zur Telegrafie genutzter Turm einen baulichen Akzent. Das ursprüngliche Ensemble mit seiner streng gegliederten Architektur zeigt bereits Einflüsse der Neorenaissance, wirkt jedoch „für die Erbauungszeit erstaunlich fortschrittlich.“
Nach dem Ersten Weltkrieg waren in der Nordring-Kaserne die Artillerie und die Nachrichtenabteilung untergebracht.
Ebenfalls in der Weimarer Republik wurde vor dem Kasernengelände ein Ehrenmal am 5. Oktober 1924 als Denkmal für die Gefallenen der Telegraphenbataillone 3 und 6 gesetzt und im Beisein von Generalfeldmarschall a. D. Paul von Hindenburg und anderen hochrangigen Offizieren vor der Kaserne der 6. Preußischen Nachrichten-Abteilung bei gesenkten Fahnen feierlich eingeweiht.
Zur Zeit des Nationalsozialismus und nach dem Beginn des Zweiten Weltkrieges hatte sich der spätere niedersächsische Sozialminister Karl Abel laut seinen Memoiren am 25. September 1940 in der Nordring-Kaserne zu stellen, in der die Begleitpapiere der Gestapo bereits vorlagen.
Nachdem durch die Luftangriffe auf Hannover die Stadt Hannover zu rund 48 % zerstört worden war, wurde die Nordring-Kaserne unmittelbar nach dem Kriegsende 1945 in der Zeit der Britischen Besatzungszone zunächst von den Engländern vereinnahmt, um dann für Zivilpersonen als Notunterkunft eingerichtet zu werden.
Nach der Wiederbewaffnung in der Nachkriegszeit wurde die Nordringkaserne ab Juni 1956 durch die ersten Heeressoldaten der neu gegründeten Bundeswehr genutzt, dem Bundesgrenzschutz (BGS) Grenzschutzkommando Nord. Die am Nordring Untergebrachten gaben am 1. Juli ihr feierliches Gelöbnis im Eilenriedestadion. Aus Teilen des dort stationierten Kommandos wurden die ersten Einheiten der 1. Grenadierdivision gebildet, der späteren 1. Panzerdivision.
1976 wurde am Fuß des 1924 vor der Kaserne aufgestellten Gefallenendenkmals eine zusätzliche Gedenktafel für die Gefallenen und Vermissten der Nachrichtenabteilungen 6 und 19 installiert.
Die erhaltene, ursprüngliche Anlage am Nordring ist heute von neueren Gebäuden und Sportplätzen umgeben und wurde vom Bundesgrenzschutz genutzt.